# Like Dreamers Do
"Like Dreamers Do" é uma canção gravada pelo grupo de rock inglês The Beatles. Foi composta por Paul McCartney em 1959 e é uma das primeiras canções creditadas a Parceria Lennon e McCartney. A canção foi gravada originalmente antes da chegada do baterista Ringo Starr, e a bateria é tocada por Pete Best.

## Ficha técnica
- Paul McCartney - Vocal principal, baixo
- John Lennon - Guitarra
- George Harrison - Guitarra
- Pete Best - Bateria